# Ottowind
Ottowind ist ein Gemeindeteil von Meeder im oberfränkischen Landkreis Coburg.

## Geographie
Das Haufendorf liegt etwa 12 Kilometer nordwestlich von Coburg an einem leicht geneigten Südhang der Langen Berge. Der Grundgraben gehört zum Flusssystem der Rodach und fließt am südlichen Ortsrand vorbei. Die Kreisstraße CO 4 von Bad Rodach nach Weidach führt durch den Ort und die Kreisstraße CO 18 Richtung Süden nach Sülzfeld beginnt in Ottowind.

## Geschichte
Ein Grabhügel aus der Bronzezeit zwischen Ottowind und Ahlstadt gibt einen Hinweis auf eine frühe Besiedlung der Langen Berge. Der Ort geht wohl zurück auf eine Ansiedlung von Wenden im 8./9. Jahrhundert. Die erste urkundliche Erwähnung als „Atenwind“ stammt aus dem Jahr 1116. Wie der drei Kilometer entfernte Nachbarort Oettingshausen ist Ottowind nach seinem Gründer oder Lehnsherren, einem Franken mit dem Namen Otto benannt. Eine Kirche ist für das Jahr 1528 belegt. Jahrhundertelang war Ottowind eine Filialgemeinde von Oettingshausen. Anfang des 14. Jahrhunderts lag Ottowind im Herrschaftsbereich der Henneberger. 1353 kam der Ort mit dem Coburger Land im Erbgang zu den Wettinern und war somit ab 1485 Teil des Kurfürstentums Sachsen, aus dem später das Herzogtum Sachsen-Coburg hervorging. 1837 lebten in dem Dorf 234 Personen.
In einer Volksbefragung am 30. November 1919 stimmten 20 Ottowinder Bürger für den Beitritt des Freistaates Coburg zum thüringischen Staat und 30 dagegen. Am 1. Juli 1920 wurde der Freistaat Coburg mit dem Freistaat Bayern vereinigt. In der ersten Hälfte des 20. Jahrhunderts gab es in dem Kirchdorf eine im Jahr 1901 errichtete Schule, die auch Schüler aus Mirsdorf besuchten.
1950 hatte die Gemeinde eine Fläche von 950 Hektar. 354 Einwohner lebten in 50 Wohngebäuden.
Bei der Gebietsreform in Bayern wurde Ottowind am 1. Juli 1975 ein Gemeindeteil der Gemeinde Meeder. 1987 umfasste das Dorf 249 Einwohner und 61 Wohnhäuser.

## Einwohnerentwicklung

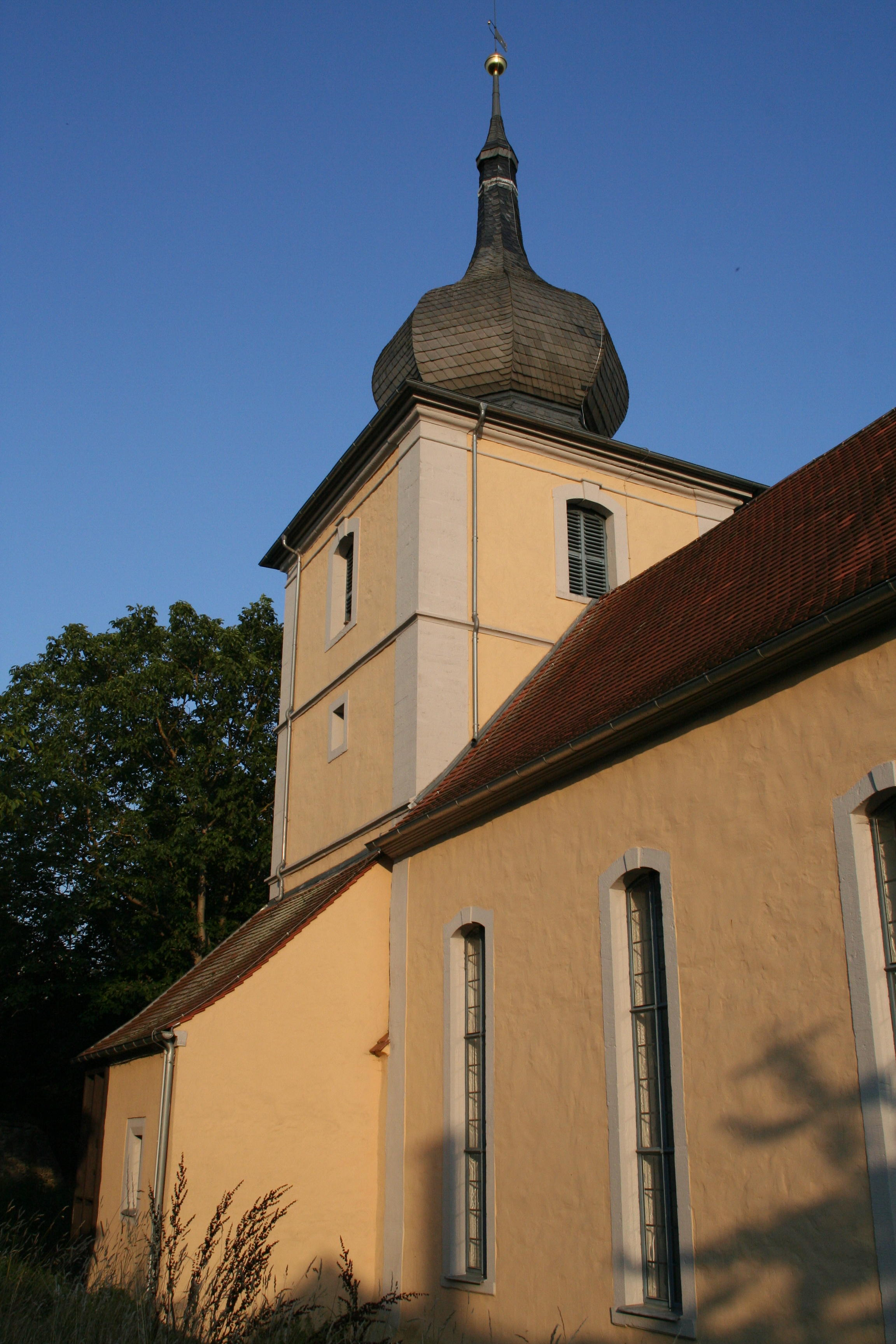
Evangelisch-lutherische Kirche St. Bartholomäus

| Jahr | Einwohnerzahl |
| ---- | ------------- |
| 1837 | 234           |
| 1910 | 253           |
| 1933 | 261           |
| 1939 | 234           |
| 1950 | 354           |
| 1970 | 282           |
| 2004 | 282           |

## Kirche
Die evangelisch-lutherische Barockkirche St. Bartholomäus war mit ihrem Kirchhof eine befestigte Anlage. Im markanten Kirchturm mit seiner achteckigen, schiefergedeckten Schweifkuppel sind Quader mit Steinmetzzeichen aus der Zeit um 1300 verarbeitet. Eine Glocke auf dem Turm mit einer Abbildung des Heiligen Bartholomäus stammt aus dem Jahr 1601. Das Langhaus wurde in seiner heutigen Form 1767 errichtet.

## Persönlichkeiten
- Johann Adam Gabler (1833–1888), Fotograf in Interlaken (Schweiz)